# 雪紡切

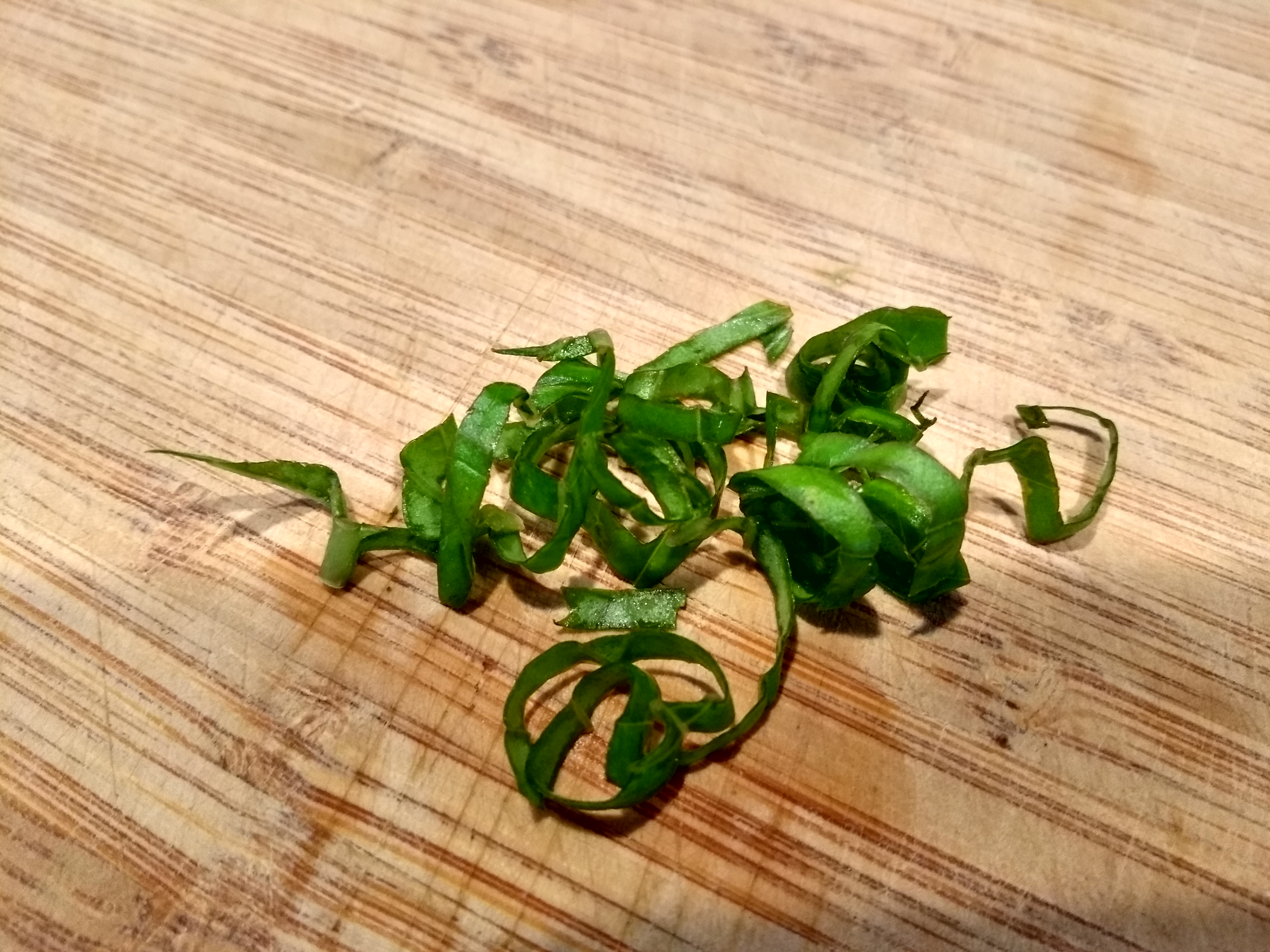
以雪紡切處理過的羅勒葉片

雪紡切（法語：Chiffonade）是一種源於法國的切片技術。“Chiffonade”在法語中意為「小條帶」，來源自該技術可將葉子精細切割成小條帶狀。
雪紡切適用於菠菜、酸模、莙薘菜、羅勒等綠葉蔬菜或香草。將葉子堆疊、滾成條狀後垂直切割，使葉片呈現細長捲曲狀。除此之外，該技術也可用於薄餅或煎蛋捲，但不適用於葉片過小、狹窄或形狀不規則的蔬菜或香草，如芫荽、香芹、麝香草或迷迭香。